# Мальк-Гёрен
Мальк-Гёрен (нем. Malk Göhren) — община в Германии, в земле Мекленбург-Передняя Померания.
Входит в состав района Людвигслуст. Подчиняется управлению Дёмиц-Маллис.  Население составляет 482 человека (на 31 декабря 2010 года). Занимает площадь 22,56 км².
Коммуна подразделяется на 3 сельских округа.